# Cherub (dúo musical)
Cherub estilizado como CHERUB, es un dúo de electropop de Nashville, Tennessee formado en 2010 que consta de Jordan Kelley y Jason Huber. Están firmados actualmente con Columbia Records.

## Carrera musical
Kelley y Huber se conocieron en la universidad en Middle Tennessee State University mientras estudiaba promoción de la música. Eran amigos durante cinco años antes de comenzar CHERUB. El dúo utiliza Reason, Pro Tools, y el software Ableton para producir su música.
En febrero de 2014, su sencillo «Doses and Mimosas» llegó al número 43 en la lista Rock Airplay de Billboard y en el número 23 en la lista Alternative Songs. Doses and Mimosas también encabezó la lista Hype Machine y cuenta con más de un millón de visitas en YouTube.
El álbum debut del dúo, Year of the Caprese fue lanzado el 27 de mayo de Columbia Records.

## Discografía
| Título              | Detalles del álbum                                                  |
| ------------------- | ------------------------------------------------------------------- |
| MoM and DaD         | - Fecha de lanzamiento: febrero de 2012 - Formato: Descarga digital |
| 100 Bottles EP      | - Fecha de lanzamiento: 2013 - Formato: Descarga digital            |
| Antipasto EP        | - Fecha de lanzamiento: 2013 - Formato: Descarga digital            |
| Year of the Caprese | - Fecha de lanzamiento: mayo de 2014 - Formato: LP, CD              |